# 福山市立手城小学校
福山市立手城小学校（ふくやましりつ てしろしょうがっこう）は、広島県福山市南手城町4丁目にある公立小学校。

## 周辺環境
学区北端を東西に走る一般国道2号の南側、内港の北側に位置し、学区の東部を国道182号から伸びる広島県道244号福山港線（通称:鋼管道路）が南北に貫く。
福山市へ編入された当初から高度経済成長期前にかけては、辺りには田畑が多かった。高度経済成長期以降（特に日本鋼管（現:JFEスチール）の進出後）は学区内に宅地が広がるようになる。

## 沿革
- 1871年 - 手城村啓蒙所を開設する。[1]
- 1872年 - 手城小学校が設置される。
- 1933年1月1日 - 福山市との合併により手城村立から福山市立になる。
- 1941年 - 福山市立手城国民学校に改称。
- 1947年 - 福山市立手城小学校に改称。
- 1977年 - 福山市立長浜小学校の開校により、校区の一部が分離する。

## 通学区域
- 手城町1 - 4丁目、東手城町1丁目（1～3番、24～29番）、2丁目（1～4番、5番1号・35～40号、6番6号・35～37号、7番1号～3号）、3丁目（1～2番）、南手城町1 - 4丁目[2]

## 進学先中学校
- 福山市立東中学校[2]
- 福山市立一ツ橋中学校[2]

## 交通
- 中国バス「手城小学校」より。